# Naujaat
Pour les articles homonymes, voir Naujaat (homonymie).
Naujaat (ᓇᐅᔮᑦ en syllabique inuktitut ; littéralement, lieu de nidification des mouettes) ou Repulse Bay est un hameau inuit situé au bord de la baie d'Hudson dans la région de Kivalliq au Nunavut dans le Nord du Canada.

## Toponymie
Le toponyme inuit du hameau est Naujaat qui se traduit par « lieu de nidification des mouettes ». Ce toponyme est dû au fait que les mouettes migrent du sud à chaque année pour nidifier sur une falaise située à 5 km au nord. Plusieurs théories existent quant à la raison du toponyme anglophone de l'endroit. Plusieurs attribuent ce nom à Christopher Middleton qui, cherchant le passage du Nord-Ouest en 1742, a découvert cette baie qui n'était pas une voie de sortie de la baie d'Hudson, mais plutôt un cul-de-sac. Il a réclamé avoir nommé cette baie « Bay of Repulse » (littéralement, la baie du Rejet) parce qu'il a été repoussé de celle-ci. Une autre théorie est que ce nom est plutôt attribuable au vaisseau britannique HMS Repulse qui a visité l'endroit au XVIIIe siècle.

## Géographie

### Situation
Le hameau est situé exactement sur le cercle Arctique sur la berge septentrionale de la baie Repulse. Il est également situé sur la berge australe de l'isthme de Rae de la péninsule de Melville. Le hameau fait partie de la région de Kivalliq et de la circonscription électorale d'Akulliq. Autrefois, il faisait partie du district de Keewatin et de la région de Keewatin, mais devint une partie de la région de Kivalliq en 1999 avec la création du Nunavut.

### Démographie
La population de Repulse Bay est de 745 habitants en 2006 selon le recensement de Statistiques Canada. Le hameau a subi une croissance démographique de 22,2 % par rapport à sa population de 2001. Les habitants de Repulse Bay continuent de compter sur les métiers traditionnels comme la chasse dont la chasse au phoque, la pêche, la trappe et la sculpture pour leurs moyens de subsistance en plus du tourisme. Naujaat est reconnu pour ses artistes, spécialement pour ses sculpteurs qui créent de petites reproductions réalistes d'animaux en ivoire, en stéatite, en marbre et en ramure en plus de bijoux et d'artisanat. Les habitants de Naujaat sont des Aivilingmiuts.

### Transports
Le transport à la communauté est essentiellement par la voie des airs via l'aéroport de Repulse Bay. Il y a un transport maritime annuel.

### Faune
Naujaat est l'hôte d'une variété de vie sauvage incluant les ours polaires, les caribous, les baleines et les morses. Il y a également plus d'une centaine d'espèces d'oiseaux dans la région incluant le faucon gerfaut et le faucon pèlerin.

## Histoire
Naujaat fut visité par des Européens dans les années 1740. En 1800, l'endroit était devenu populaire pour les baleiniers américains et écossais. Plusieurs Inuits de Naujaat travaillèrent sur ces vaisseaux de baleiniers venus du sud. La Compagnie de la Baie d'Hudson a ouvert un comptoir à Repulse Bay autour de 1916 et, en 1923, une compagnie de traite de la fourrure rivale, Révillon Frères, a également ouvert un comptoir. Une mission catholique fut bâtie en 1932.

## Personnalités
- Jack Anawak
- Peter Irniq
- Jose Kusugak
- Michael Kusugak
- Steve Mapsalak

## Annexe